# 瑪麗·唐利

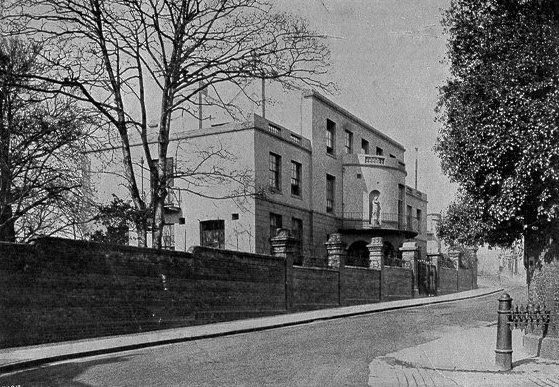
瑪麗·唐利：唐利自宅，位於拉姆斯蓋特

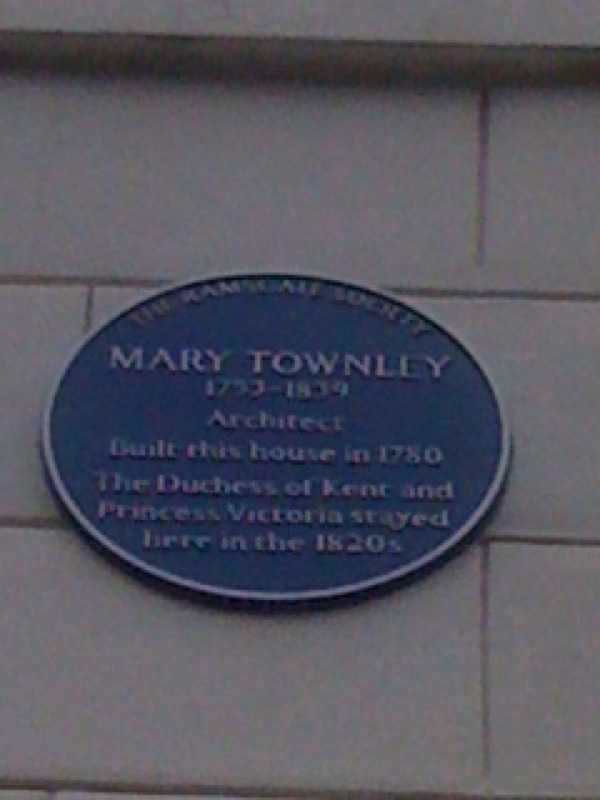
英格蘭遺產委員會頒發給唐利自宅的文化遺產牌匾

瑪麗·唐利（英語：Mary Townley，1753年—1839年3月19日），原姓高斯林（Gosling），是一位英國建築師。她在18世紀晚期於拉姆斯蓋特設計了幾座建築物，這使她躋身英格蘭最早的幾名女性建築師之列。她最為人所知的作品是唐利自宅（Townley House）。 

## 略傳
瑪麗在 1770 年代間嫁給以代書為業的詹姆斯·唐利（James Townley）。這對夫妻定居於肯特郡東邊的拉姆斯蓋特，當時這座小鎮正逐漸發展為一座小型港口。唐利將他的業務收入投資於妻子設計的建築。這些建築包括軍營（後來改建為住宅）、拉姆斯蓋特鎮中心的阿比隆區 (Albion Place) 開發設計在內，但最重要的要數唐利自宅（1792），這座大宅被視為建築史上的一件瑰寶。她在 1820 年設計的一組連棟街屋後來改裝為麗晶飯店，後來又部分改作語言學校。這座建築物最近已經過全面整修。藝術家約書亞·雷諾茲是她的親戚、也曾經指導過她。他寫過一篇文章讚美瑪麗在建築設計方面的天賦，讓她與當時的女性相比顯得與眾不同。 
瑪麗·唐利是當地社交圈的重要人物，經常在唐利自宅舉辦舞會款待貴族。她曾在1820年代招待過英王威廉四世。肯特公爵夫人和她的女兒維多利亞公主（也就是日後的維多利亞女王）也曾在那裏住了幾個月。唐利夫婦共有九個孩子，但他們的大兒子和小兒子分別在1808年和1810年過世，瑪麗從此對時尚及社交生活失去了興趣。由於她的另外兩個兒子都虔誠信奉基督教，她開始將晚上的時間移作閱讀聖經之用。丈夫過世後，瑪麗活躍於當地教會，直到1839年3月19日去世為止。她享年86歲。